# Echidna (Mond)
Echidna ist ein Mond des SDO-Zentaurasteroiden (42355) Typhon. Sein mittlerer Durchmesser beträgt 89 Kilometer. Dies ist etwas mehr als die Hälfte des Durchmessers von Typhon. Echidna ist der erste entdeckte Mond eines Asteroiden der Gruppe der Zentauren.

## Entdeckung und Benennung
Echidna wurde am 20. Januar 2006 von Keith S. Noll, Harold F. Levison, Will M. Grundy, und Denise C. Stephens mit der High-Resolution-Kamera des Hubble-Weltraumteleskops entdeckt. Echidna wurde bei 0,11 ± 0,01 Bogensekunden Abstand zu dem vier Jahre zuvor entdeckten Typhon gefunden, mit einer Differenz der scheinbaren Helligkeit von 1,30 ± 0,06. Der Mond wurde im Rahmen eines Programms zur Ermittlung der Häufigkeit von Mehrfachsystemen aufgespürt. Da der Mond nach nur 8 untersuchten Zentauren gefunden wurde, weist darauf hin, dass zwischen den Bahnen der Riesenplaneten Mehrfachsysteme wider Erwarten stabil sein können und somit auch Entdeckungen von Begleitern bei Kometen möglich sind.
Die Entdeckung wurde am 15. Februar 2006 bekanntgegeben; der Begleiter erhielt die vorläufige Bezeichnung S/2006 (42355) 1. Am 23. November 2006, zusammen mit den Systemen Logos/Zoe und Ceto/Phorcys, wurde der Mond von der Internationalen Astronomischen Union (IAU) dann offiziell nach Echidna benannt, die in der Griechischen Mythologie die Gemahlin von Typhon und Mutter zahlreicher bekannter Ungeheuer wie Zerberus, Hydra, der Chimäre oder der Sphinx war. Halb Nymphe, halb Schlange, lebte die unsterbliche Echidna in einer Höhle namens Arima.

## Bahneigenschaften
Echidna umkreist Typhon in einer prograden, hochgradig elliptischen Umlaufbahn zwischen 779 und 2381 km Abstand zu dessen Zentrum (Große Bahnhalbachse 1580 km beziehungsweise ca. 19,5 Typhon- bzw. 35,5 Echidnaradien). Dies ergibt einen mittleren Abstand beider Oberflächen von etwa 1454,5 km, wenn man von einer runden Form beider Körper ausgeht. Da beide um den gemeinsamen Schwerpunkt kreisen, ist das System als Doppelasteroiden-System aufzufassen. Die Bahnexzentrizität beträgt 0,507, die Bahn ist 42,2° gegenüber dem Äquator von Typhon geneigt.
18,982
Echidna und Typhon umrunden einander in 18 Tagen, 23 Stunden und 34,1 Minuten, was etwa 4.517,2 Umläufen in einem Typhon-Jahr (rund 234,76 Erdjahre) entspricht.

## Physikalische Eigenschaften
Echidna hat einen Durchmesser von 89 km (54,9 % des Zentralkörpers), beruhend auf dem Typhon entsprechenden angenommenen gleichen Rückstrahlvermögen von 5 %. Die Oberfläche ist damit ausgesprochen dunkel. Die beiden scheinen anders als die meisten Asteroiden vor allem aus Wassereis anstelle von Gestein zu bestehen, was eine Entstehung in einer größeren Distanz zur Sonne nahelegt. Die außergewöhnlich niedrige Dichte von 0,44 (+0,44/−0,17) g/cm3 – die niedriger als Wasser ist – ähnelt eher einer Kometen-Zusammensetzung. Eine andere Möglichkeit wäre, dass Typhon und Echidna im Innern porös sind und zu den Rubble Piles gehören.
| Jahr                                         | Abmessungen km  | Quelle            |
| -------------------------------------------- | --------------- | ----------------- |
| 2008                                         | 84,0 +16,0−18,0 | Grundy u. a.      |
| 2011                                         | 61,5            | Grundy u. a.      |
| 2012                                         | 89,0 ± 6,0      | Santos–Sanz u. a. |
| 2012                                         | 77,0 ± 16,0     | Stansberry u. a.  |
| 2014                                         | <42,0           | Thirouin u. a.    |
| Die präziseste Bestimmung ist fett markiert. |                 |                   |

## Erforschung
Seit der Entdeckung 2006 konnte Echidna durch das Hubble-Weltraumteleskop sowie durch erdgebundene Teleskope beobachtet werden und dabei ihre Bahnelemente bestimmt werden.
Die gängigen Theorien der Kometenentstehung sehen in den Zentauren der äußeren Riesenplaneten Uranus und Neptun die Vorläufer der kurzperiodischen Kometen. Die Entdeckung eines Satelliten in dieser Asteroidenklasse wirft daher die Frage nach möglichen Satelliten von Kometen auf. Falls die Häufigkeit von Mehrfachsystemen unter den Zentauren tatsächlich größer sein sollte als bisher angenommen, so ist auch unter den (kurzperiodischen) Kometen ein signifikanter Anteil von Mehrfachsystemen zu erwarten – allerdings wurde bisher noch kein „Kometenmond“ entdeckt; die tatsächliche Häufigkeit von Mehrfachsystemen kann allerdings erst durch weitere theoretische Analysen und eine vergrößerte Datenbasis durch die genauere Beobachtung weiterer Zentauren ermittelt werden.